# 2021-es Nickelodeon Kids’ Choice Awards
A 2021-es Nickelodeon Kids’ Choice Awards a 2020-ban megjelent legjobb filmes, televíziós, zenés és videojátékos tartalmait díjazta a nézők szavazata alapján. A díjátadót 2021. március 14-én tartották a Los Angeles-i Barker Hangarben, a házigazda Kenan Thompson volt. A ceremóniát a Nickelodeon televízióadó és annak társadói közvetítették. A jelöltek listáját 2021. február 1-én hozták nyilvánosságra, a szavazás pedig 2020. március 13-ig tartott.

## Győztesek és jelöltek

### Filmek
| Kedvenc film | Kedvenc színész |
| --- | --- |
| - Wonder Woman 1984 - Dolittle - Hamilton - Hubie, a halloween hőse - Mulan - Sonic, a sündisznó | - Robert Downey Jr. – Dolittle (Dr. John Dolittle) - Jim Carrey – Sonic, a sündisznó (Dr. Ivo „Tojásfej” Robotnyik) - Will Ferrell – Eurovíziós Dalfesztivál: A Fire Saga története (Lars Erickssong) - Lin-Manuel Miranda – Hamilton (Alexander Hamilton) - Chris Pine – Wonder Woman 1984 (Steve Trevor) - Adam Sandler – Hubie, a halloween hőse (Hubie Dubois) |
| Kedvenc színésznő | Kedvenc animációs film |
| - Millie Bobby Brown – Enola Holmes (Enola Holmes) - Gal Gadot – Wonder Woman 1984 (Diana Prince/Wonder Woman) - Anne Hathaway – Roald Dahl: Boszorkányok (A Legfőbb Boszorkány) - Vanessa Hudgens – Karácsonyi cserebere: Az új hasonmás (Margaret Delacourt / Stacy DeNovo / Lady Fiona Pembroke) - Liu Ji-fej – Mulan (Mulan) - Melissa McCarthy – Szuperagy (Carol Peters) | - Lelki ismeretek - Előre - Phineas és Ferb, a film: Candace az Univerzum ellen - Croodék: Egy új kor - Trollok a világ körül - Scooby! |
| Kedvenc szinkronszínész | |
| - Anna Kendrick – Trollok a világ körül (Pipacs királynő) - Tina Fey – Lelki ismeretek (22) - Jamie Foxx – Lelki ismeretek (Joe Gardner) - Chris Pratt – Előre (Barley Lightfoot) - Ryan Reynolds – Croodék: Egy új kor (Guy) - Emma Stone – Croodék: Egy új kor (Eep) - Justin Timberlake – Trollok a világ körül (Ágas)                                                      | |

### Televízió
| Kedvenc gyerekműsor | Kedvenc családi műsor | |
| --- | --- | --- |
| - Alexa & Katie - Félsz a sötétben? - Veszélyes Osztag - Veszélyes Henry - High School Musical: A musical: A sorozat - Raven otthona | - Stranger Things - Feketék fehéren - Cobra Kai - Még mindig Bír-lak - A Mandalóri - Az ifjú Sheldon | |
| Kedvenc televíziós színész | Kedvenc televíziós színésznő | |
| - Jace Norman – Veszélyes Henry és Veszélyes Osztag (Henry Hart / Veszélyes Tini) - Iain Armitage – Az ifjú Sheldon (Sheldon Cooper) - Joshua Bassett – High School Musical: A musical: A sorozat (Ricky) - Dylan Gilmer – Tyler Perry bemutatja: Young Dylan-t (Young Dylan) - Caleb McLaughlin – Stranger Things (Lucas Sinclair) - Finn Wolfhard – Stranger Things (Mike Wheeler) | - Millie Bobby Brown – Stranger Things (Tizenegy) - Ella Anderson – Veszélyes Henry (D.J. Tanner-Fuller) - Candace Cameron Bure – Még mindig Bír-lak (D.J. Tanner-Fuller) - Camila Mendes – Riverdale (Veronica Lodge) - Raven-Symoné – Raven otthona (Raven Baxter) - Sofia Wylie – High School Musical: A musical: A sorozat (Gina) | |
| Kedvenc valóságshow | Kedvenc rajzfilmsorozat | |
| - America’s Got Talent - American Idol - American Ninja Warrior Junior - Lego Masters - The Masked Singer - The Voice | - SpongyaBob Kockanadrág - ALVINNN!!! és a mókusok - LEGO Jurassic World - Tini titánok, harcra fel! - Bébi úr újra munkában - A Lármás család | - SpongyaBob Kockanadrág - ALVINNN!!! és a mókusok - LEGO Jurassic World - Tini titánok, harcra fel! - Bébi úr újra munkában - A Lármás család |

### Zene
| Kedvenc együttes | Kedvenc férfi zenész |
| --- | --- |
| - BTS - The Black Eyed Peas - Blackpink - Jonas Brothers - Maroon 5 - OneRepublic | - Justin Bieber - Drake - Post Malone - Shawn Mendes - Harry Styles - The Weeknd                                                                             |
| Kedvenc női zenész | Kedvenc zeneszám |
| - Ariana Grande - Beyoncé Knowles - Billie Eilish - Selena Gomez - Katy Perry - Taylor Swift | - "Dynamite" – BTS - "Yummy" – Justin Bieber - "Toosie Slide" – Drake - "Wonder" – Shawn Mendes - "Cardigan" – Taylor Swift - "Blinding Lights" – The Weeknd |
| Kedvenc együttműködés | Kedvenc világsztár |
| - "Stuck with U" – Ariana Grande, Justin Bieber - "Be Kind" – Marshmello, Halsey - "Holy" – Justin Bieber, Chance the Rapper - "Ice Cream" – Blackpink, Selena Gomez - "Lonely" – Justin Bieber, Benny Blanco - "Rain on Me" – Lady Gaga, Ariana Grande | - BTS (Ázsia) - David Guetta (Európa) - Master KG (Afrika) - Savannah Clarke (Ausztrália) - Sebastián Yatra (Latin-Amerika) - Taylor Swift (Észak-Amerika)   |

### Sport
| Kedvenc férfi sportoló                                                                       | Kedvenc női sportoló                                                                           |
| -------------------------------------------------------------------------------------------- | ---------------------------------------------------------------------------------------------- |
| - LeBron James - Tom Brady - Stephen Curry - Patrick Mahomes - Lionel Messi - Russell Wilson | - Simone Biles - Alex Morgan - Ószaka Naomi - Candace Parker - Megan Rapinoe - Serena Williams |

### Egyéb
| Kedvenc férfi közösségi sztár                                                           | Kedvenc női közösségi sztár                                                                 |
| --------------------------------------------------------------------------------------- | ------------------------------------------------------------------------------------------- |
| - James Charles - Jason Derulo - David Dobrik - Ryan's World - MrBeast - Ninja          | - Charli D’Amelio - Emma Chamberlain - GamerGirl - Addison Rae - JoJo Siwa - Maddie Ziegler |
| Kedvenc videojáték                                                                      |                                                                                             |
| - Among Us - Animal Crossing: New Horizons - Fortnite - Minecraft - Pokémon Go - Roblox |                                                                                             |

### Nemzetközi díjak
| Kedvenc híresség (Afrika) | Kedvenc közösségi sztár (Afrika) |
| --- | --- |
| - Mo Salah - Sadio Mané - Sheebah - Siya Kolisi - Thuso Mbedu - Zozibini Tunzi | - Emmanuella - Bonang Matheba - Elsa Majimbo - Ghetto Kids - Ikorodu Bois - Wian Van Den Berg                                       |
| Az év ausztrál legendája | Kedvenc híresség (Belgium) |
| - Savannah Clarke - G Flip - Jacob Elordi - Patty Mills - Lauren Curtis | - Pommelien Thijs - Celine Dept & Michiel Callebaut - Jamal Ben Saddik - Karen Damen - Nora Gharib                                  |
| Legjobb rajongói csapat (Hollandia és Belgium) | Kedvenc híresség (Hollandia) |
| - Fource - Belgian Crew (Marco Rondas, Steffi Mercie, Nour & Fatma, Laura Kumpen, Stiend Edlund, Luna Duval & Maude van der Vorst) - Bibi - Kwebbelkop - Spaze                                                   | - NikkieTutorials - Eloise van Oranje - Nienke Plas - Numidia - Rolf Sanches                                                        |
| Brazil influencer | Brazil rajongó |
| - Enaldinho - Bibi Tatto - Juju Franco - Sophia Valverde - Luara Fonseca - Igor Jansen | - #Uniters – Now United - #Gavassiers – Manu Gavassi - MC Soffia - #Beers – Giulia Be - Carol & Vitoria - Vitor Kley                |
| Kedvenc énekes (Németország, Ausztria & Svájc) | Kedvenc dal (Németország, Ausztria & Svájc)                                                                                         |
| - Lena - Lea - Mark Forster - Nico Santos - Wincent Weiss - Zoe Wees | - "Übermorgen" – Mark Forster - "Verlierer" – Luna - "In Your Eyes" – Robin Schulz feat. Alida - "Control" – Zoe Wees               |
| Kedvenc focista (Németország, Ausztria & Svájc) | Kedvenc közösségi sztár (Németország, Ausztria & Svájc)                                                                             |
| - Toni Kroos - Alexandra Popp - Erling Haaland - Lena Oberdorf - Leon Goretzka | - Younes Zarou - Dalia - Joey's Jungle - Julia Beautx - Leoobalys - Mai Thi Nguyen-Kim (maiLab)                                     |
| Kedvenc Nickelodeon karakter (Németország, Ausztria & Svájc) | Kedvenc csapat (Németország, Ausztria & Svájc)                                                                                      |
| - Veszélyes Tini – Veszélyes Henry - Hőskapitány – Veszélyes Henry / Veszélyes Osztag - Emily – Spotlight - Greta – Spotlight - Lincoln Loud – A Lármás család - SpongyaBob Kockanadrág – SpongyaBob Kockanadrág | - The Voice of Germany 2020 (Zsűri) - Spotlight - Jan Köppen & Frank Buschmann - Jim Knopf und die Wilde 13                         |
| Kedvenc híresség (Magyarország) | Kedvenc új híresség (Olaszország)                                                                                                   |
| - Szomjas Jennifer - Dallos Bogi - Vanek Andor - Bona Bianka | - Michelangelo Vizzini - Antony - SickVladi - VirgiTsch - Yusuf Panseri                                                             |
| Kedvenc közösségi sztár (Olaszország) | Kedvenc könyv sztár (Olaszország)                                                                                                   |
| - Cecilia Contarano - DinsiemE - Ryan Prevedel - Simone Berlini - Swami Caputo | - Daniele Davi - Martina Socrate - Paky - Scottecs - Tommaso Cassissa                                                               |
| Kedvenc influencer (Latin-Amerika) | Kedvenc rajongó (Latin-Amerika) |
| - Fede Vigevani - YOLO Adventuras - Eloisa Os - Mis Pastelitos - The Donato - Antrax | - #Skuad – Skabeche - #Dreamers – Danna Paola - #CNCowners – CNCO - #Balovers – Bala - #LaTribu – Camilo - #Cachers – Calle y Poché |
| Kedvenc híresség (Arábai) | Kedvenc híresség (Lengyelország) |
| - The Saudi Reporters - Azza Zarour - Bessan Ismail - Omar Farooq | - Viki Gabor - Iga Świątek - Marcin Maciejczak - Sanah - Sylwia Lipka                                                               |
| Kedvenc influencer (Lengyelország) | Kedvenc közösségi sztár (Portugal)                                                                                                  |
| - Maria Jeleniewska - Antonina Flak - Charazinsky - Kacper JASPER Porebski - Kinga Sawczuk | - Mafalda Creative - Madalena Aragão - Sea3PO (Catarina Lawndes) - João Félix                                                       |
| Kedvenc híresség (Románia) | Kedvenc híresség (Oroszország) |
| - Irina Rimes - Mimi - Rengle - Selly - Smiley | - Группа Dabro - DETKI - Kucher - Lidus                                                                                             |
| Kedvenc blogger (Oroszország) | Kedvenc párok (Oroszország) |
| - BIP House - Dream Team House - Super House - XO Team | - Аня Pokrov и Артур Бабич - Ваша Маруся и Олег Ликвидатор - Eva Miller и Gary - Катя Адушкина и Сёма Ким                           |
| Kedvenc művész (Spanyolország) | Kedvenc influencer (Spanyolországban)                                                                                               |
| - Elashow - Flavio - Karina & Marina - María Parrado | - El mundo de Indy - Daniela Youtuber - Fabio Mufañas - Joaquinrs                                                                   |